# Boris Gojchman
Boris Abramovitsj Gojchman (Russisch: Борис Абрамович Гойхман) (Voznesensk, 28 april 1919 - 2006) was een waterpolospeler van de Sovjet-Unie.
Boris Gojchman nam als waterpoloër driemaal deel aan de Olympische Spelen in 1952, 1956 en 1960. Tijdens de finale ronde van het toernooi van 1956 nam hij deel aan de bloed-in-het-waterwedstrijd. Hij veroverde met het Sovjet team een zilveren en een bronzen medaille.
Boris Gojchman · 
Anatoli Jegorov ·
Lev Kokorin · 
Aleksandr Liferenko · 
Petre Msjvenieradze · 
Vitali Oesjakov ·
Valentin Prokopov · 
Jevgeni Semjonov · 
Joeri Sjljapin · 
Joeri Teplov
Viktor Agejev · 
Pjotr Breus · 
Nodar Gvacharia · 
Boris Gojchman · 
Vjatsjeslav Koerennoj · 
Boris Markarov · 
Petre Msjvenieradze · 
Valentin Prokopov · 
Michail Ryzjak · 
Joeri Sjljapin
Viktor Agejev · 
Givi Tsjikvanaia · 
Leri Gogoladze · 
Boris Gojchman · 
Joeri Grigorovski · 
Anatoli Kartasjov · 
Vjatsjeslav Koerennoj · 
Petre Msjvenieradze · 
Vladimir Novikov · 
Jevgeni Saltsyn · 
Vladimir Semjonov